# بامر كلا (دابوي الجنوبي)
بامر کلا (بالفارسية: بامرکلا) هي قرية تقع في إيران في قسم دابوي الجنوبی الريفي. يقدر عدد سكانها بـ 348 نسمة بحسب إحصاء 2016.